# Gardenian
I Gardenian sono un gruppo melodic death metal svedese che si è formato nel 1996, sciolto nel 2004 e riunito nel 2012.

## Formazione
- Jim Kjell – voce, chitarra (1996-2003; dal 2012)
- Niclas Engelin – chitarra (1996-2004; dal 2012)
- Thim Blom – batteria (1996-2004; dal 2012)
- Håkan Skoger – basso (1996-1999; dal 2012)

Ex membri
- Kriss Albertsson – basso (1999-2003)
- Robert Hakemo – basso (2003-2004)
- Apollo Papathanasio – voce (2003-2004)

## Discografia
- 1997 - Two Feet Stand
- 1999 - Soulburner
- 2000 - Sindustries